# Wolfgang Grübel
Wolfgang Grübel (* 23. Februar 1956) ist ein ehemaliger deutscher Fußballspieler.

## Werdegang
Der Abwehrspieler Wolfgang Grübel wechselte im Sommer 1974 zum Zweitligaaufsteiger DJK Gütersloh. Er feierte sein Debüt in der 2. Bundesliga am 24. Mai 1975 bei der 2:4-Niederlage der Gütersloher beim VfL Osnabrück. Es war sein einziges Zweitligaspiel für die Gütersloher, mit denen er am Saisonende in die Verbandsliga Westfalen abstieg. Ab 1978 spielte Grübel für den FC Gütersloh, der aus einer Fusion der Fußballabteilungen von DJK und SVA Gütersloh entstand. Vier Jahre später wechselte er zum Zweitligaaufsteiger TuS Schloß Neuhaus aus Paderborn, mit denen er nach nur einer Saison wieder abstieg und den Verein mit unbekanntem Ziel verließ.
Im Jahre 2007 war Grübel vorübergehend Trainer des FC Gütersloh 2000 und war für viele Jahre sportlicher Leiter des Vereins. 2012 übernahm Grübel den Kreisligisten Viktoria Rietberg als sportlicher Leiter. Nach dem Aufstieg in die Bezirksliga im Sommer 2013 übernahm Grübel in der Winterpause der Saison 2013/14 kommissarisch den Trainerposten gemeinsam mit Max Heinrich. Zur Saison 2014/15 übergaben die beiden das Traineramt an Tim Brinkmann, bis dahin Spieler beim FC Gütersloh 2000.